# Лоуренс, Тим
Тим Лоуренс (англ. Tim Lawrence; 1967, Лондон, Великобритания) — британский писатель. Профессор культурологии Университета Восточного Лондона. Автор нескольких книг об американском диско, танцевальной музыке и культурных сцен США.

## Биография
Тим Лоуренс родился в 1967 году в лондонском районе Илинг. Его отец в 1938 году в возрасте 15 лет сумел бежать из нацистской Германии во время операции «Киндертранспорт». Мама выросла в семье восточноевропейских евреев, которые держали в Сохо магазин абажуров.
Изучал политику и современную историю в Манчестерском университете. Работал журналистом в программе BBC Newsnight. Однако быстро разочаровался и переехал в Нью-Йорк, где поступил в докторантуру Колумбийского университета по английской литературе. Во время учёбы в университете его научный руководитель предложил ему написать «бойкую книгу» об истории хаус-музыки и рейв-культуры.
В процессе своего исследования, он познакомился с Дэвидом Манкузо, хозяином нью-йоркского заведения Loft. Его рассказы побудили Лоуренса сосредоточиться исключительно на 1970-х годах как времени, в котором зародилась современная танцевальная музыка и, в особенности, диско. Результатом его исследования стала книга «Любовь спасет мир. История американской диско-музыки 1970—1979» (англ. Love Saves The Day. A History of American Dance Music Culture, 1970—1979), вышедшая в 2004 году. В дальнейшем он написал ещё несколько книг: биографию американского музыканта Артура Расселла «Hold On to Your Dream: Arthur Russell and the Downtown Music Scene, 1973—1992» и негласное продолжение «Любви…» «Life & Death on the New York Dance Floor, 1980-83», вышедшее в 2016 году. Все три книги представляют собой очень подробный рассказ о важности диджеев, танцев и искусства в культурной жизни Нью-Йорка на протяжении 1970-х и начала 1980-х.
В 2019 году вместе с Дэном Хиллом и Брайаном Моррисом основал лейбл Reappering Records, на котором выходят сборники с музыкой из книг Лоуренса.
По совету Дэвида Манкузо он выступил одним из организаторов вечеринок Lucky Cloud в Лондоне.
На сегодняшний день проживает в лондонском районе Хокстон со своей партнершей Ники Орфану. Является отцом двоих дочерей, Карлотты и Иларии.

## Куратор музыкальных сборников
- Life & Death On The New York Dance Floor 1980—1983 — 2019, Reappering Records
- Love Saves The Day (A History Of American Dance Music Culture, 1970—1979) — 2020, Reappering Records